# Mogánit
Mogánit ist ein häufig vorkommendes Mineral aus der Familie der Kieselsäuren innerhalb der Mineralklasse der „Oxide und Hydroxide“ mit der chemischen Zusammensetzung SiO2·nH2O und ist damit chemisch gesehen Siliciumdioxid mit einem variablen Anteil an Kristallwasser (H2O). Die mikrokristallinen Aggregate enthalten zwei bis drei Gewichtsprozent H2O.
Mogánit kristallisiert im monoklinen Kristallsystem, allerdings wurden mit bloßem Auge sichtbare nadelige bis haarförmige Kristalle von Mogánit bislang nur aus Achaten eines Vorkommens in der Mongolei beschrieben. Ansonsten bildet Mogánit faserige Aggregate submikroskopischer leistenförmiger Kriställchen.

## Etymologie und Geschichte
Entdeckt wurde Mogánit 1976 von O. W. Flörke, B. Jones, und H.-U. Schmincke in Vulkaniten (rhyolitische Ignimbrite) auf Gran Canaria, Spanien und 1984 erstmals durch Flörke und U. Giese als neues Mineral Mogánit beschrieben. Die Autoren benannten es nach der Typlokalität Mogán auf Gran Canaria, Provinz Las Palmas, Kanarische Inseln, Spanien. Der Status als eigenständiges Mineral war lange umstritten, bis 1999 Mogánit auch von der International Mineralogical Association (IMA) als Mineral anerkannt wurde.
In älteren Publikationen ist der Mineralname meist in der Schreibweise Moganit (ohne Akut) zu finden, was allerdings nicht den Vorgaben zur Mineralbenennung der IMA entspricht, nach der beispielsweise Minerale, die nach einem geographischen Fundort benannt wurden, darauf geachtet werden muss, dass die Schreibweise des Namens derjenigen an der Typlokalität entspricht. Die bei vielen Mineralen uneinheitliche Schreibweise ihrer Namen wurde mit der 2008 erfolgten Publikation „Tidying up Mineral Names: an IMA-CNMNC Scheme for Suffixes, Hyphens and Diacritical marks“ bereinigt und der Mogánit wird seitdem international in der Schreibweise mit dem zugehörigen Akut geführt.

## Klassifikation
Da der Mogánit erst 1999 als eigenständiges Mineral anerkannt wurde, ist er in der seit 1977 veralteten 8. Auflage der Mineralsystematik nach Strunz noch nicht verzeichnet.
Im zuletzt 2018 überarbeiteten und aktualisierten Lapis-Mineralienverzeichnis nach Stefan Weiß, das sich aus Rücksicht auf private Sammler und institutionelle Sammlungen noch nach dieser alten Form der Systematik von Karl Hugo Strunz richtet, erhielt das Mineral die System- und Mineral-Nr. IV/D.01-35. In der „Lapis-Systematik“ entspricht dies der Klasse der „Oxide und Hydroxide“ und dort der Abteilung „Oxide mit dem Stoffmengenverhältnis Metall : Sauerstoff = 1 : 2 (MO2 und verwandte Verbindungen)“, wo Mogánit zusammen mit Bosoit, Chibait, Coesit, Cristobalit, Lechatelierit, Melanophlogit, Opal, Quarz, Seifertit, Stishovit und Tridymit die „Quarzreihe“ mit der System-Nr. IV/D.01 bildet (Stand 2018).
Die von der International Mineralogical Association (IMA) zuletzt 2009 aktualisierte 9. Auflage der Strunz’schen Mineralsystematik ordnet den Mogánit ebenfalls in die Abteilung der „[Oxide mit dem Stoffmengenverhältnis] Metall : Sauerstoff = 1 : 2 und vergleichbare“ ein. Diese ist allerdings weiter unterteilt nach der relativen Größe der beteiligten Kationen und der Art der Verknüpfung des Oxidkomplexes. Eine Ausnahme bilden die Minerale der Kieselsäurefamilie mit kleinen Kationen, die eine eigenständige Unterabteilung bilden und zu der auch der Mogánit gehört, der hier als einziges Mitglied die unbenannte Gruppe 4.DA.20 bildet.
Im Gegensatz zur Strunz’schen Systematik ordnet die vorwiegend im englischen Sprachraum gebräuchliche Systematik der Minerale nach Dana den Mogánit in die Klasse der „Silikate“ und dort in die Abteilung der „Gerüstsilikate“ ein. Hier ist er zusammen mit Coesit in der unbenannten Gruppe 75.01.04 innerhalb der Unterabteilung „Gerüstsilikate: tetraedrisches Si-Gitter, SiO2 mit [4]-koordiniertem Si“ zu finden.

## Kristallstruktur

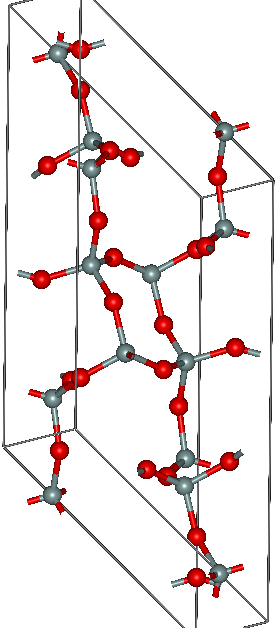
Kristallstruktur; Sauerstoffatome (O_{2}) rot

Mogánit kristallisiert monoklin in der Raumgruppe I2/a (Raumgruppen-Nr. 15, Stellung 7) mit den Gitterparametern a = 8,76 Å; b = 4,88 Å; c = 10,71 Å und β = 90,1° sowie 12 Formeleinheiten pro Elementarzelle.
Die Struktur von Mogánit ist eng verwandt mit derjenigen von Quarz. Silicium ist so von 4 Sauerstoffatomen umgeben, dass die Sauerstoffanionen auf den Ecken eines Tetraeders liegen, in dessen Zentrum sich das Si4+-Kation befindet. Diese SiO4-Tetraeder sind über gemeinsame Sauerstoffe (Tetraederecken) miteinander zu einer Gerüststruktur verbunden.
Die Mogánitstruktur kann aus der Quarzstruktur als periodische Verzwillingung nach dem Brasilianer Gesetz auf Elementarzellebene abgeleitet werden. Die Mogánitstruktur baut sich demnach aus einer periodisch alternierenden Folge von Rechts- und Linksquarz auf, die nur eine Elementarzelle dick und entlang der (101)-Fläche miteinander verwachsen sind.

## Modifikationen und Varietäten
Mogánit ist eine Modifikation von SiO2. Es ist bei allen Drucken und Temperaturen metastabil und wandelt sich in geologischen Zeiträumen in α-Quarz um.
Bei ca. 570 K wandelt sich der monokline α-Mogánit in den orthorhombischen β-Mogánit um.
Als Lutecin oder auch Lutecit wird eine faserige Varietät des Mogánits bezeichnet, der eng verwachsen mit Chalcedon bzw. Quarz auftritt.

## Bildung und Fundorte

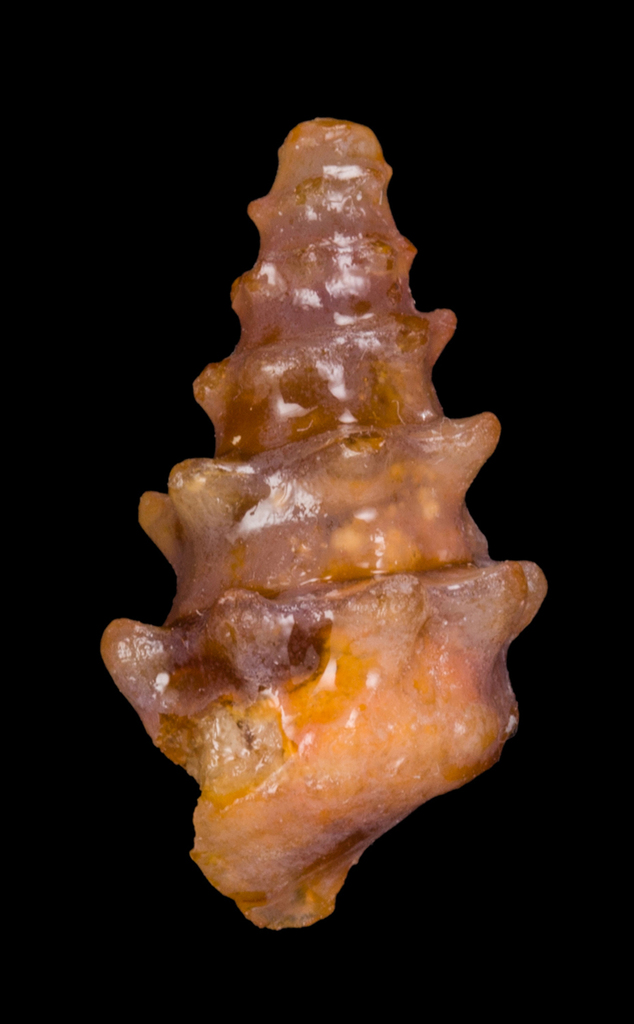
Weißer Mogánit auf braunem Chalcedon, pseudomorph nach Turritella (Gattung mariner Schnecken)

Mogánit findet sich eingewachsen in den meisten mikrokristallinen Kieselgesteinen (Chert bis über 75 %, Feuerstein 13–17 %, Hornstein usw.) und mikrokristallinen Quarzvarietäten (Achat, Chalcedon 5–20 %), die jünger als 100 Millionen Jahre sind. Nahezu reiner Mogánit ist jedoch selten und die Mineraldatenbank „mindat.org“ listet für Mogánit weltweit nur rund 40 Fundorte auf (Stand: 2023), so unter anderem in der „Arme Hilfe Mine“ bei Ullersreuth in Thüringen, bei Ördögorom in Ungarn, auf Gran Canaria und Lulworth Cove in England.
Mogánit scheidet sich bei niedrigen Temperaturen aus basischen Lösungen ab. Konzentrationen von über 20 Gewichtsprozent Mogánit in Kieselsäurekonkretionen deuten auf eine Bildung in evaporitischem Milieu.